# بيت سوتر
بيت سوتر هو لاعب كرة قدم سويسري في مركز الهجوم، ولد في 12 ديسمبر 1962 في Gelterkinden ‏ في سويسرا. شارك مع منتخب سويسرا لكرة القدم. أما مع النوادي، فقد لعب مع نادي بازل ونادي سانت غالن ونادي نوشاتل زاماكس.

## وصلات خارجية
- بيت سوتر على موقع الاتحاد الأوربي (الإنجليزية)
- بيت سوتر على موقع قاعدة بيانات كرة القدم.إي يو (الإنجليزية)
- بيت سوتر على موقع ناشيونال فوتبول تيمز (الإنجليزية)